# Роз'ємна форма

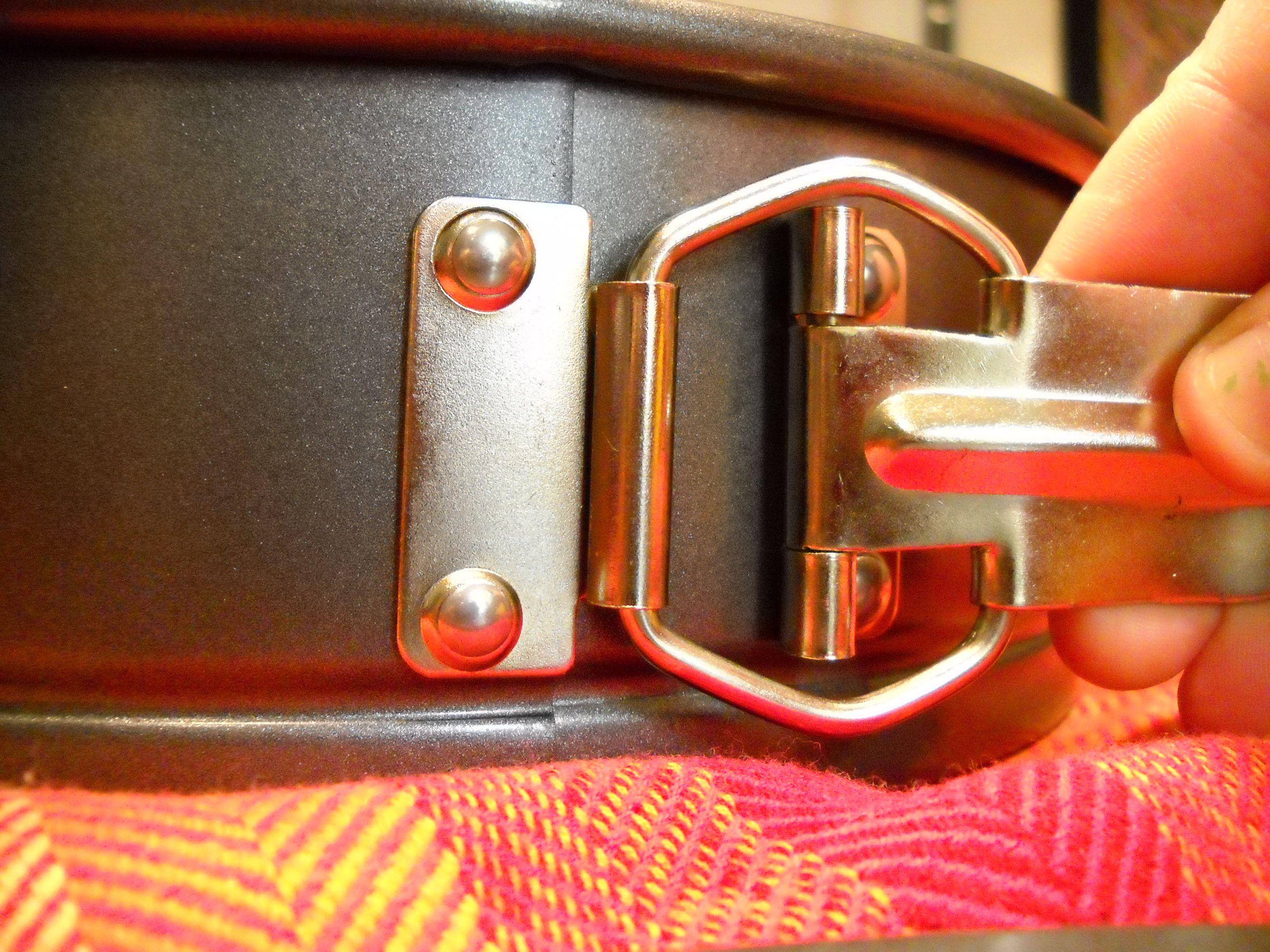
Крупний план пружини

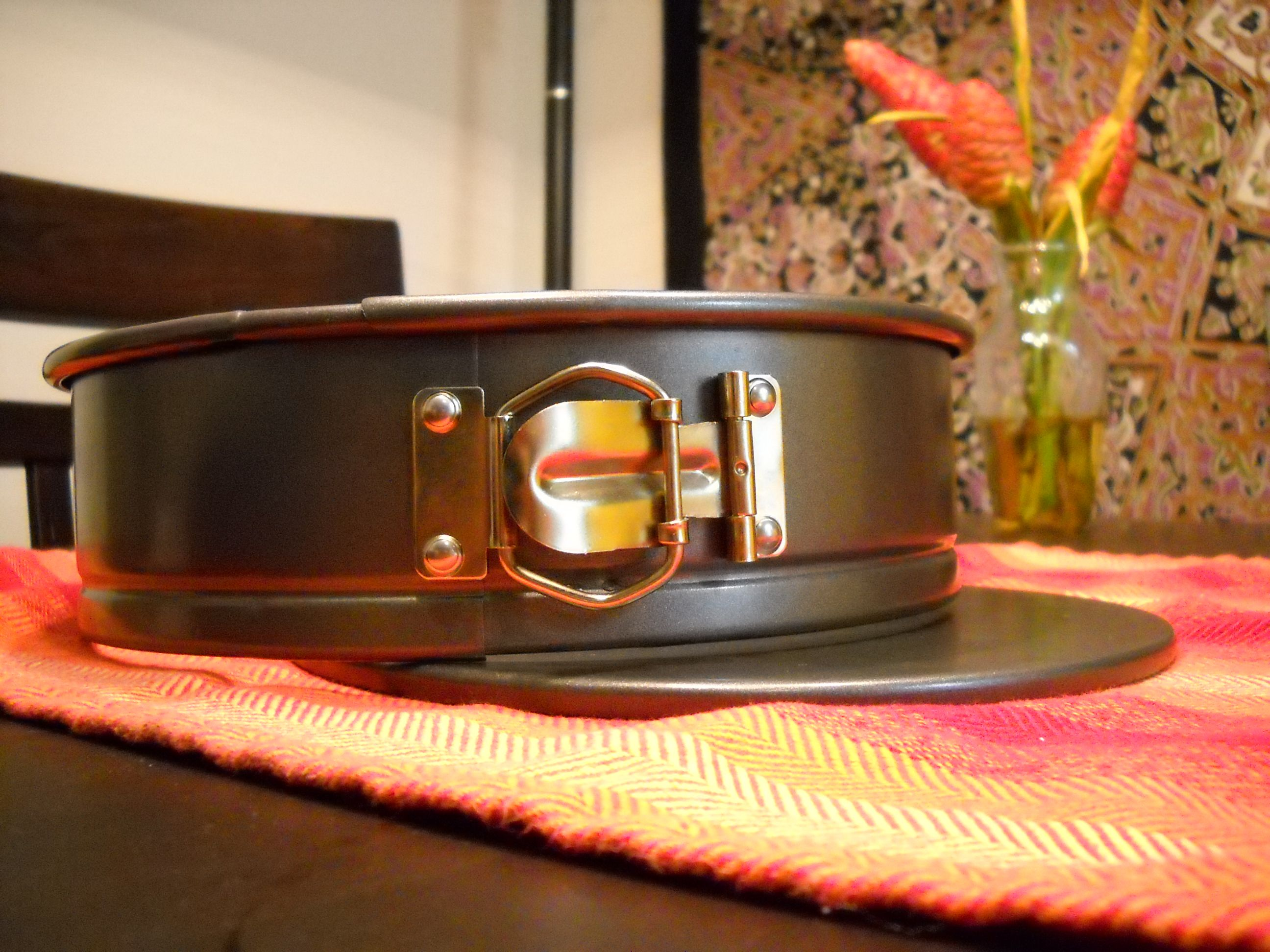
Основа і пояс стінок

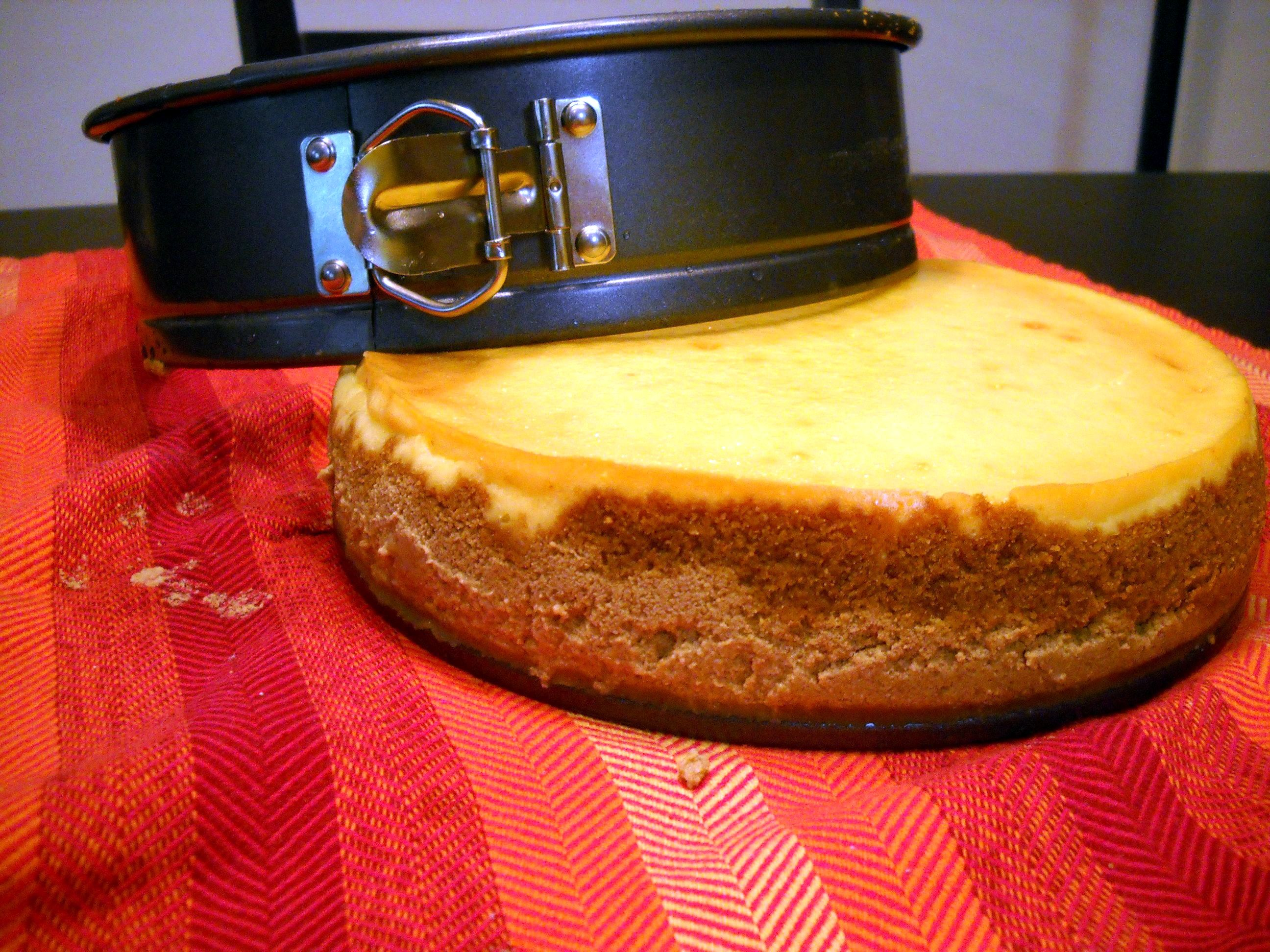
Форма з готовим чізкейком

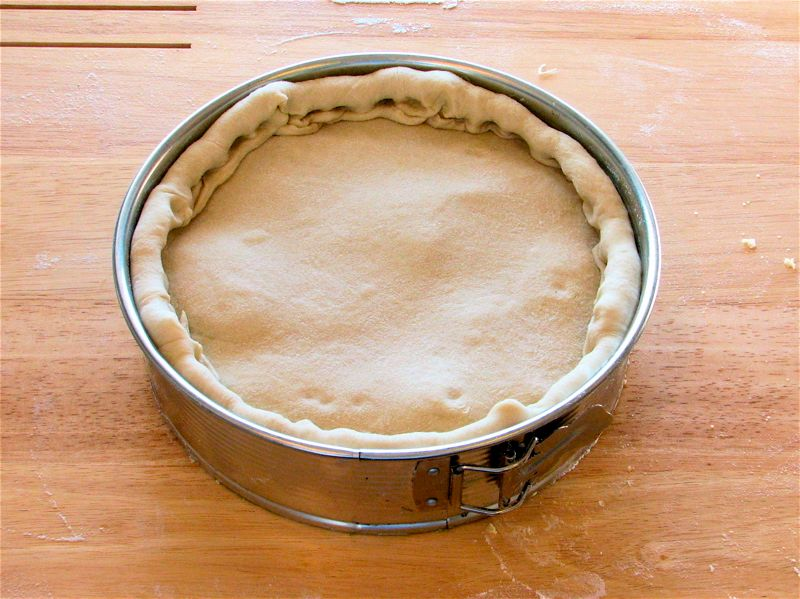
Роз'ємна форма, яка використовується для приготування високого коржа для піци

Роз'ємна форма, рознімна форма зі знімним дном, пружинна форма (англ. springform pan) — тип форми для випічки, боки якої можна від’єднати від основи (дна). Пружинна належить до конструкції замка цієї форми. Основа та бічні сторони є окремими частинами, які утримуються разом, коли основа (дно) вирівнюється з канавкою, яка оточує нижню частину стінок. Потім форму закріплюють пружинною клямкою на зовнішній стороні стінки. Це затягує «ремінь», який стає стінками форми, і закріплює основу (дно) в канавці біля основи стінок.

## Дизайн
Найпоширенішою пружинною формою є кругла форма 23 см (9 дюймів) в діаметрі. Однак поширені й маленькі круглі форми разом із квадратними, прямокутними та сердечками. Вони виготовляються з різних матеріалів, включаючи анодований алюміній, товсту сталь і скло. Додатковий функціонал включає антипригарну поверхню та водонепроникне ущільнення навколо основи.
Ця форма використовується для випікання виробів, які не можна легко перевернути для виймання зі форми. Деякі з найпоширеніших рецептів з використанням роз'ємної форми — чизкейки та торти. Легке видалення стінок з роз'ємної форми необхідно для виробів із делікатним нижнім шаром, таких як корж з крихти з крекерів, які зазвичай готують для чизкейків. Проте роз’ємні форми також використовуються для приготування піци, кіша та заморожених десертів.
Хоча більшість чизкейків випікається на водяній бані, це не означає, що роз'ємні форми водонепроникні навколо дна. Багато з них спочатку можуть бути водонепроникними. Однак, коли клямка послабиться і покриття стирається, ця водонепроникна функція зникає. З цієї причини багато хто загортає форму в алюмінієву фольгу.
Існує багато типів і варіантів обробки роз'ємних форм. Хоча найчастіше дно гладке, дно також може бути з "вафельним" візерунком або скляним. 

## Альтернативи роз'ємної форми
Якщо роз'ємна форма недоступна, пекарі можуть вибрати будь-який із наведених нижче варіантів:
1. подавати випічку прямо з форми
2. вистелити форму для випічки пергаментним папером
3. використовувати силіконову форму
4. використовувати одноразову алюмінієву форму
5. використовувати форму зі знімним дном без пружинної конструкції [5]